# B翼戰機
B翼战机（英語：B-WING）是星際大戰系列中虚构的一类重型突击星际战机，不但擁有良好的飛行性能，火力更能媲美小型巡邏艦。这架戰機的结构几乎完全被其主翼占据。主翼的一端有一个圆桶形驾驶舱，中部是引擎组，底部是重型武器舱。一对S翼就位于引擎组下方，能张开且增加激光炮的火力范围。

## 起源和設計
当凤凰中队为A翼战机（A-wing starfighter）不能突破帝国的防线而头疼时，退役克隆士兵雷克斯提供了一条线索：一名叫夸里（Quarrie）的蒙卡拉马里人声称自己有一种能突破封锁舰队重型突击星际战机。赫拉·辛杜拉等人前往此人所在的尚蒂波尔（Shantipole）行星，找到了这款大师之翼——被称为“刀锋之翼”的B6原型机。赫拉·辛杜拉驾驶着这款战机，轻而易举地用其特有的激光炮击毁了一艘帝国轻型巡洋舰。

## 投入生产和原型机的機能問題
B6原型机的超级激光炮与超空间引擎不能有效兼容，所以后来的量产机去掉了这款激光炮。
反抗軍同盟用令人敬畏的X翼战机和Y翼战斗轰炸机攻击帝国护航舰队，获得了许多必须的供给。作为对这种行径的回应，帝国用全副武装的星际飞舰——护航护卫舰——对抗义军，保护运输线。同盟的反制措施就是B翼战机。

## 描述
B翼的驾驶舱有独特的陀螺控制系统。飞行员能改变它的姿态，使它始终平行于预先标识的地平线。不管B翼在横向以何种方式机动，飞行员总是保持正直。B翼有一套复杂的陀螺控制系统，使飞行员在机动过程中总是面朝一个方向。虽然这使这种飞船作为一个武器平台非常稳定，但陀螺仪是工程和维护上的問題。

## 戰功
B翼战机参与了诸多战事，其中最著名的便是恩多战役。随着像坦·农布这样的义军飞行员驾驶B翼战机投入恩多战役，这种飞船在这场历史性决战中功勋显赫。在进攻死星二號的过程中，使用B翼战机的义军中队——“刀锋中队”便成功击毁了银河帝国的滅星者“蹂躏者号”。